# Spårvägens IF
Spårvägens IF grundades 1919 som Stockholms Spårvägars Gymnastik- och idrottsförening med inriktning på allmän idrott, numera kallad friidrott.
Föreningen var ursprungligen endast avsedd för anställda vid AB Stockholms Spårvägar, men under senare delen av 1940-talet öppnades föreningen för andra medlemmar. Numera består föreningen av femton idrottssektioner varav sex kan sägas tillhöra elitskiktet i svensk idrott.
Fram till juni 2025 hade Spårvägens IF vunnit totalt 1 000 SM-guld i friidrott, simning, brottning, tyngdlyftning, bordtennis, cykel, badminton, vattenpolo, handboll, tennis, rodd, skidorientering och varpa.

## Sektioner
- Spårvägen Badminton
- Spårvägen Bordtennis
- Spårvägen Brasiliansk Jiu-Jitsu
- Spårvägen Brottning
- Spårvägen Cykel
- Spårvägen Fotboll
- Spårvägens FK (friidrott)
- Spårvägen Handboll

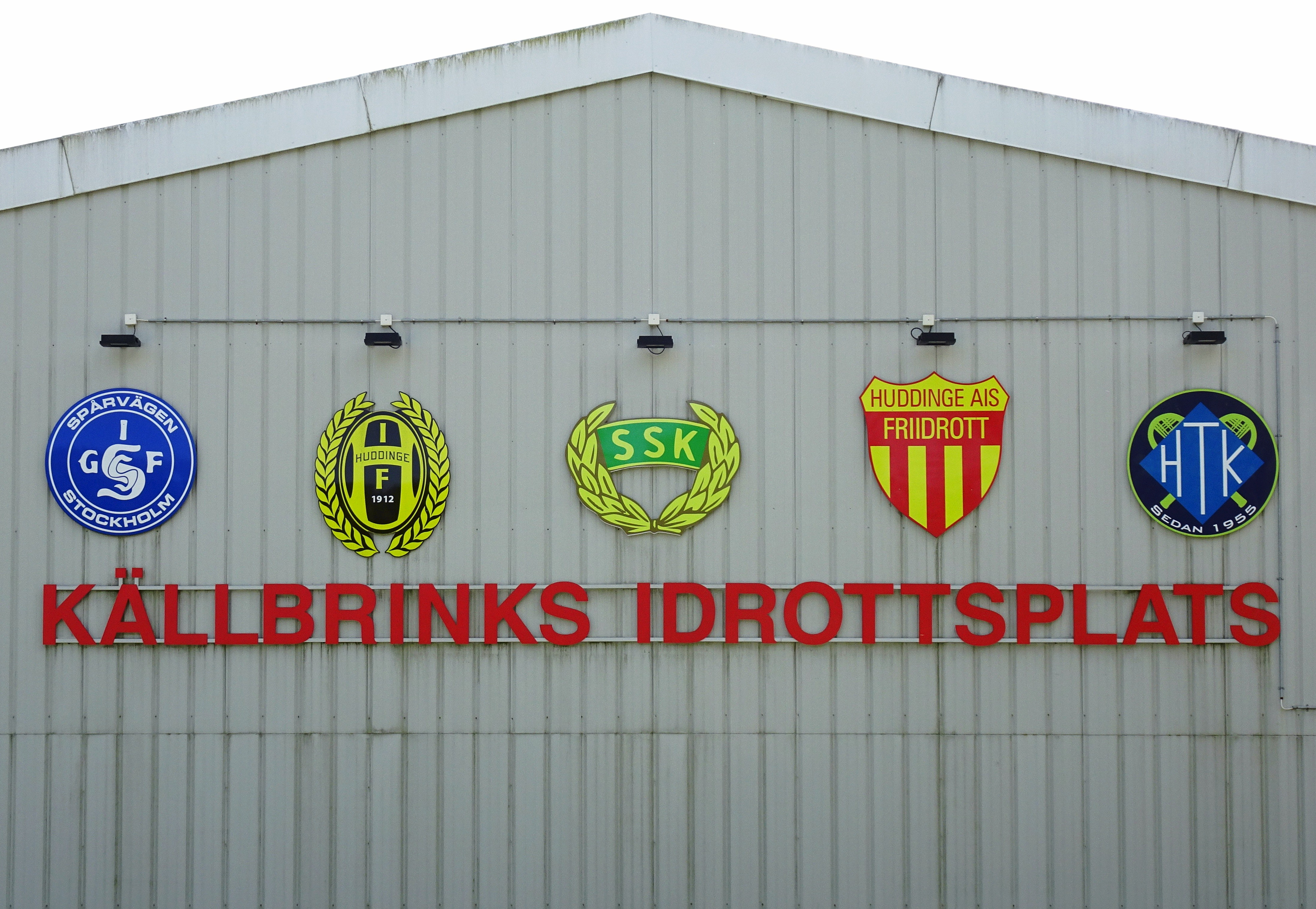
Spårvägen är bland annat verksam på Källbrinks IP.

- Spårvägens Motionsidrottsförening FRIDA
- Spårvägens Orienteringsklubb
- Spårvägens Skidklubb
- Spårvägen Simförening
- Spårvägens Tennisklubb
- Spårvägens Tyngdlyftningsklubb
- Spårvägens Volleybollklubb